# Vinterjordmyra
Vinterjordmyra (Lasius mixtus) är en myrart som först beskrevs av Nylander 1846.  Vinterjordmyra ingår i släktet Lasius och familjen myror. Arten är reproducerande i Sverige. Inga underarter finns listade i Catalogue of Life.

## Bildgalleri

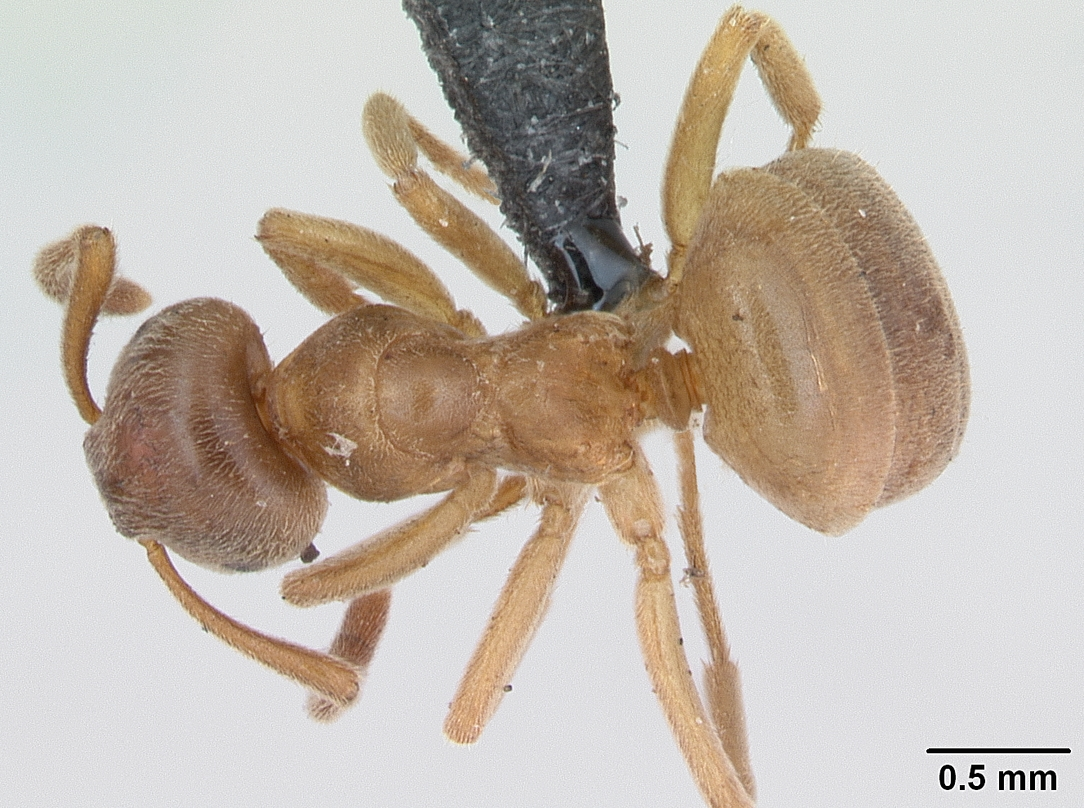
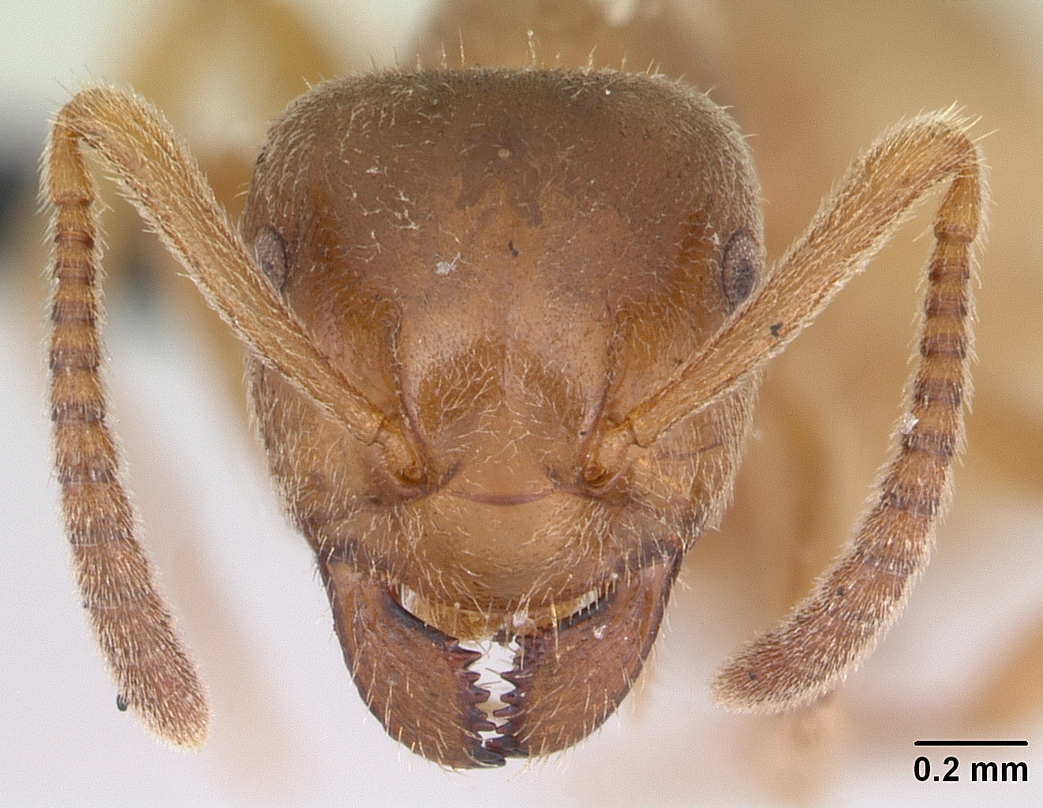
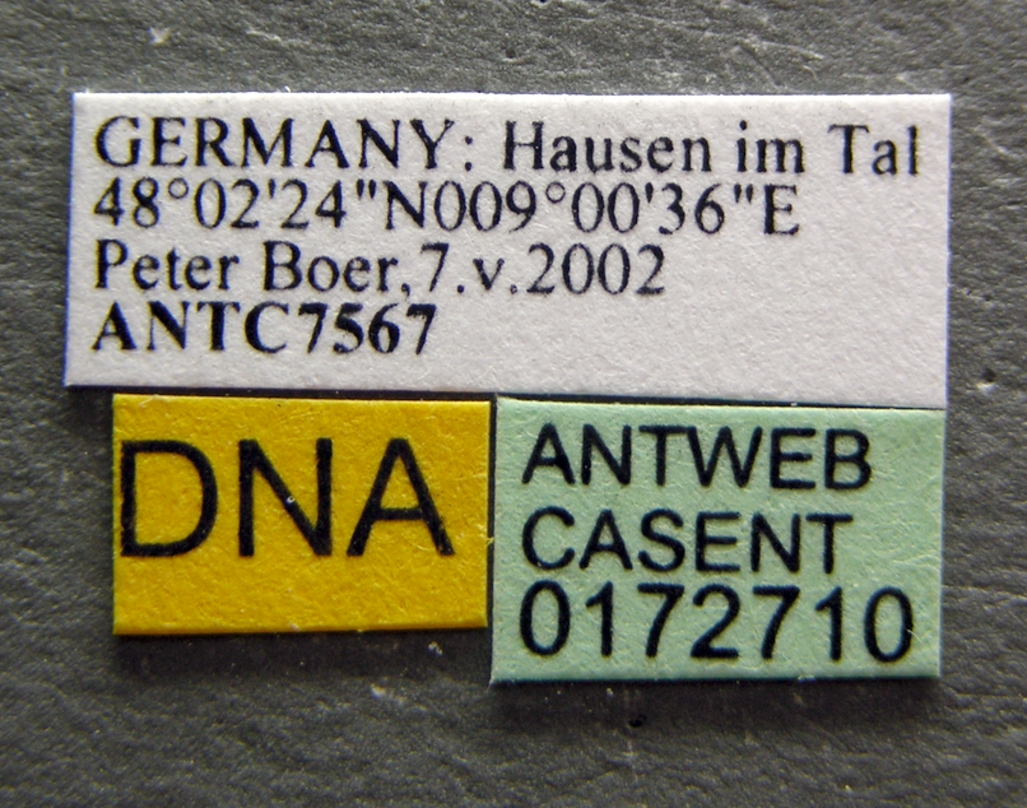
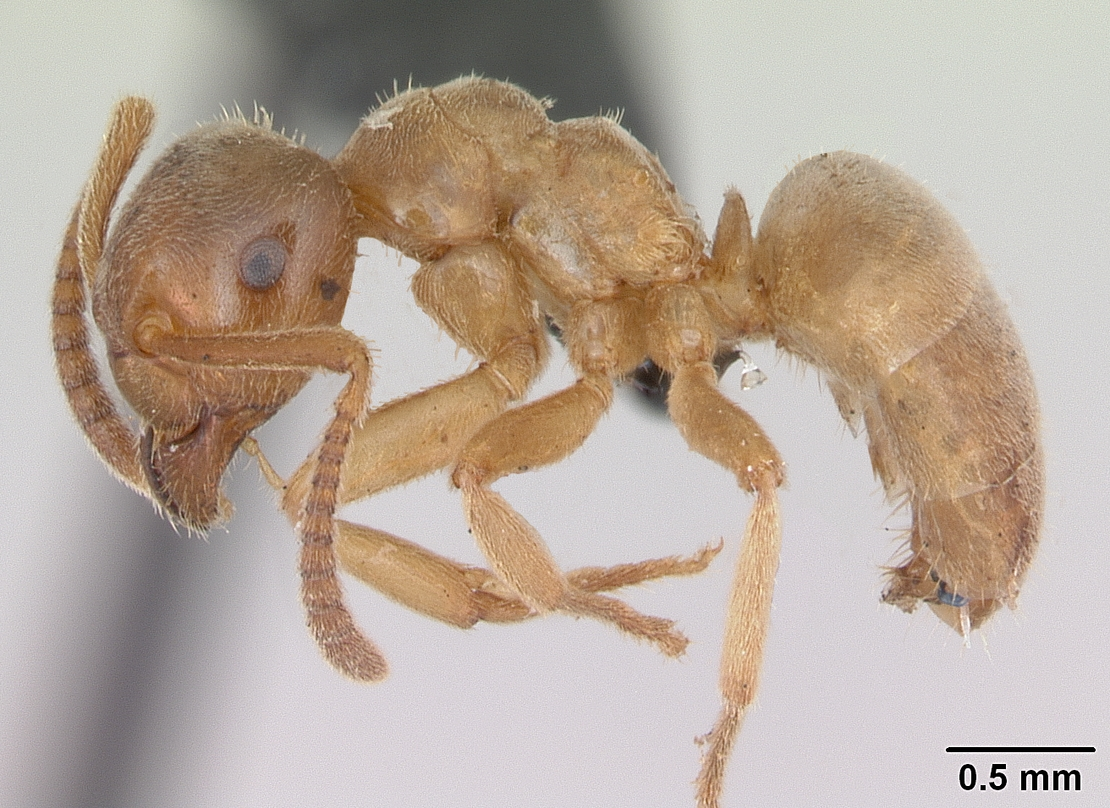
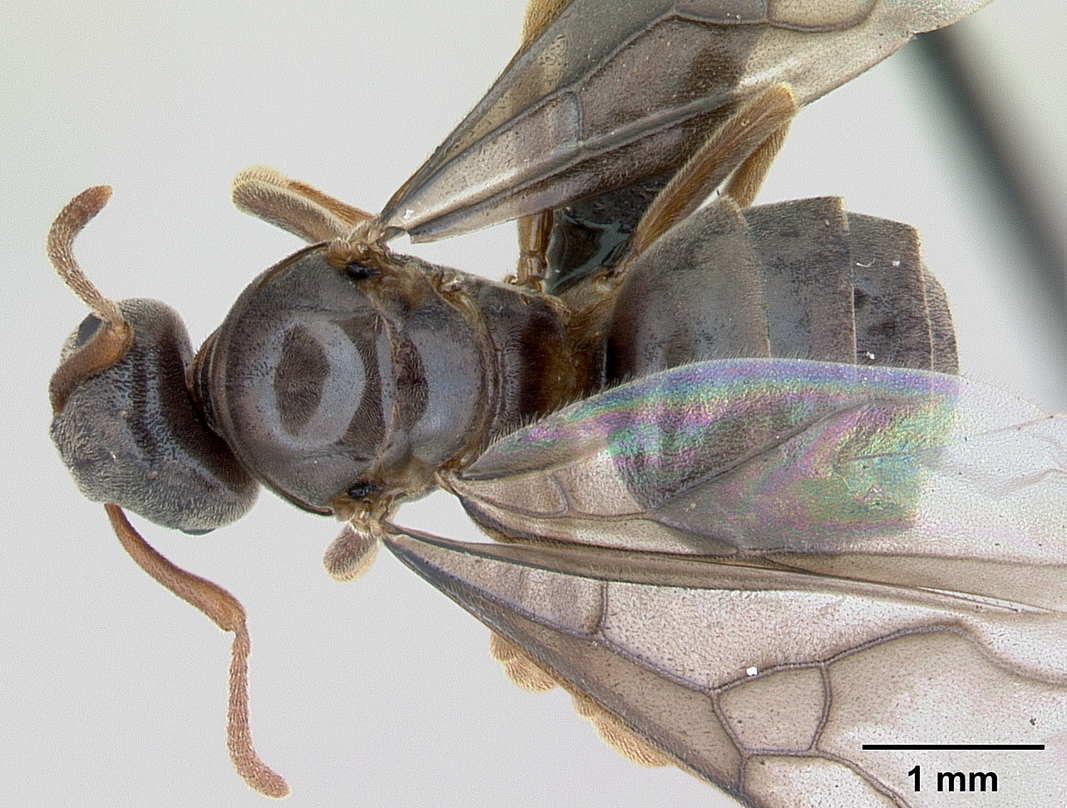
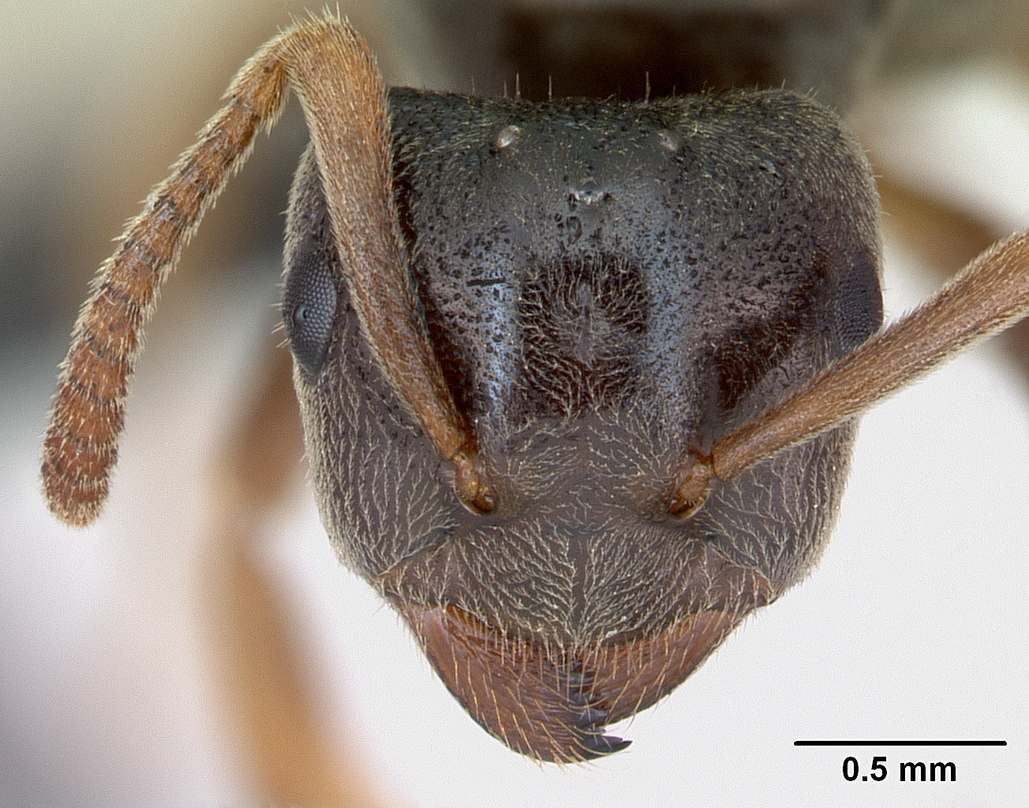